# Shahrestān-e Rūdsar
Shahrestān-e Rūdsar (persiska: شهرستان رودسر, رودسر) är en delprovins (shahrestan) i Iran.   Den ligger i provinsen Gilan, i den norra delen av landet, 160 km nordväst om huvudstaden Teheran.
Delprovinsen hade 147 399 invånare 2016.